# Marie Poussepin
Marie Poussepin (Dourdan, 14 ottobre 1653 – Sainville, 24 gennaio 1744) è stata una religiosa francese, proclamata beata dalla Chiesa cattolica.

## Biografia
Maria Poussepin è stata la fondatrice della congregazione delle Suore di Carità Domenicane della Presentazione della Santa Vergine.

## Culto
Nel 1994 è stata proclamata beata da papa Giovanni Paolo II.
Memoria liturgica il 24 gennaio.